# Gustaaf Peek
Gustaaf Peek (Haarlem, 1975) is een Nederlandse schrijver. Hij studeerde Engelse taal- en letterkunde aan de Universiteit Leiden.

## Schrijverscarrière
Na zijn studie richtte hij zich in eerste instantie op het schrijven van poëzie. Gedichten en enkele korte verhalen van zijn hand verschenen in onder meer Lava, De Tweede Ronde, Tzum en Nymph.
In de zomer van 2006 publiceerde uitgeverij Contact zijn debuutroman Armin. Deze titel verwijst naar het romanpersonage Armin Immendorff, een jonge SS'er die als verloskundige aangesteld is in een ziekenhuis van de organisatie Lebensborn.
In 2008 verscheen zijn volgende roman Dover. In dit boek is de Chinese vluchteling Tony de hoofdfiguur van een drama dat zich begin deze eeuw werkelijk heeft afgespeeld, toen 58 illegale Chinezen per vrachtschip in Dover aankwamen, maar gestikt bleken te zijn in een tomatencontainer.
Peek maakte in 2009 een overstap naar Querido. In september 2010 publiceerde deze uitgeverij zijn derde roman Ik was Amerika die (net als het debuut Armin) zich deels afspeelt in de Tweede Wereldoorlog. Ditmaal is de hoofdpersoon de Nederlander Dirk Winter, die vechtend voor de nazi's in Noord-Afrika krijgsgevangen genomen wordt door de geallieerden. Hij wordt overgebracht naar een kamp in het zuiden van de Verenigde Staten, waar hij bevriend raakt met een zekere Harris. Zesendertig jaar later keert Dirk terug naar Amerika om zijn oude vriend weer te ontmoeten. Ik was Amerika werd bekroond met zowel de BNG Nieuwe Literatuurprijs als de F. Bordewijk-prijs.
Van 2009 tot 2015 was Peek redacteur van het literair tijdschrift De Revisor. 
In oktober 2014 kwam Peek's vierde roman Godin, held uit, die in omgekeerde chronologie het verhaal vertelt van een onverwoestbare liefde tussen Tessa en Marius. De tijd die zij samen doorbrengen is steeds zeer beperkt; voor de buitenwereld delen zij het leven met anderen. Toch is het dit samenzijn dat beide levens ware betekenis geeft. De roman is begin 2015 genomineerd voor de Libris Literatuur Prijs 2015. 
In 2015 won Peek een Gouden Kalf en Zilveren Krulstaart voor zijn scenario voor de Nederlandse speelfilm Gluckauf. Op het Brussels Film Festival won hij voor dit scenario de Best Screenplay Award.
In 2017 verscheen Peeks pamflet Verzet. Pleidooi voor communisme. Vanuit de intellectuele en historische erfenis van Karl Marx en Rosa Luxemburg onderzoekt Peek wat hij beschouwt als het onvermijdelijke falen van het kapitalisme, en pleit hij voor een rechtvaardige herverdeling van kennis, macht en inkomen.
Zijn vijfde roman verscheen in 2021 en is getiteld A.D. Deze historische roman speelt zich af in 1597 en gaat over een van de eerste schepen van de Republiek der Zeven Verenigde Nederlanden, dat richting de Oost vaart op zoek naar specerijen en andere buit.

## Familie
Peek is een achter-achterkleinzoon van Johann Theodor Peek (geb. 19-10-1859 in Grönheim, gemeente Molbergen, Nedersaksen), samen met H.A. Cloppenburg de oprichter van Peek & Cloppenburg. 

## Prijzen
- BNG Nieuwe Literatuurprijs 2010 voor Ik was Amerika
- F. Bordewijk-prijs 2011 voor Ik was Amerika
- Gouden Kalf 2015 - Beste scenario - Gluckauf
- Zilveren Krulstaart 2015 - Beste Scenario Film - Gluckauf
- Brussels Film Festival 2015 - Best Screenplay - Gluckauf